# Provinciile Unite
| Istoria statelor Benelux                                                                             | Istoria statelor Benelux                                                                             | Istoria statelor Benelux               | Istoria statelor Benelux              | Istoria statelor Benelux              | Istoria statelor Benelux              |
| --- | --- | -------------------------------------- | ------------------------------------- | ------------------------------------- | ------------------------------------- |
| Belgia actuală                                                                                       | Belgia actuală                                                                                       | Belgia actuală                         | Belgia actuală                        | Luxemburg                             | Olanda                                |
| Imperiul Carolingian circa 800-843                                                                   | |                                        |                                       |                                       |                                       |
| | | Comitatul Flandra secolul IX-1386      | Lotharingia Inferioară secolele X-XIV | Lotharingia Inferioară secolele X-XIV | Lotharingia Inferioară secolele X-XIV |
| Principatul episcopal Liège + Abația Stavelot- Malmedy + Ducatul Bouillon din secolul X până în 1795 | Principatul episcopal Liège + Abația Stavelot- Malmedy + Ducatul Bouillon din secolul X până în 1795 | Comitatul Flandra secolul IX-1386      |                                       | Comitatul Luxemburg 963-1384          |                                       |
| Principatul episcopal Liège + Abația Stavelot- Malmedy + Ducatul Bouillon din secolul X până în 1795 | Principatul episcopal Liège + Abația Stavelot- Malmedy + Ducatul Bouillon din secolul X până în 1795 | Țările de Jos Burgunde                 | Țările de Jos Burgunde                | apoi Ducatul Luxemburg 1384-1443      |                                       |
| Principatul episcopal Liège + Abația Stavelot- Malmedy + Ducatul Bouillon din secolul X până în 1795 | Principatul episcopal Liège + Abația Stavelot- Malmedy + Ducatul Bouillon din secolul X până în 1795 | 1384–1482                              |                                       |                                       |                                       |
| Principatul episcopal Liège + Abația Stavelot- Malmedy + Ducatul Bouillon din secolul X până în 1795 | Principatul episcopal Liège + Abația Stavelot- Malmedy + Ducatul Bouillon din secolul X până în 1795 | Cele Șaptesprezece Provincii 1482–1556 |                                       |                                       |                                       |
| Principatul episcopal Liège + Abația Stavelot- Malmedy + Ducatul Bouillon din secolul X până în 1795 | Principatul episcopal Liège + Abația Stavelot- Malmedy + Ducatul Bouillon din secolul X până în 1795 | Țările de Jos Spaniole 1581–1713       | Țările de Jos Spaniole 1581–1713      | Țările de Jos Spaniole 1581–1713      | Provinciile Unite 1581–1795           |
| Principatul episcopal Liège + Abația Stavelot- Malmedy + Ducatul Bouillon din secolul X până în 1795 | Principatul episcopal Liège + Abația Stavelot- Malmedy + Ducatul Bouillon din secolul X până în 1795 | Țările de Jos austriece 1713–1799      |                                       |                                       | Provinciile Unite 1581–1795           |
| | Statele Unite Belgiene 1790                                                                          |                                        |                                       |                                       | Provinciile Unite 1581–1795           |
| | |                                        |                                       |                                       | Provinciile Unite 1581–1795           |
| Republica Franceză 1795–1804                                                                         | Republica Franceză 1795–1804                                                                         | Republica Franceză 1795–1804           | Republica Franceză 1795–1804          | Republica Franceză 1795–1804          | Republica Batavă 1795–1806            |
| Imperiul Francez 1804–1815                                                                           | |                                        |                                       |                                       | Republica Batavă 1795–1806            |
| Regatul Olandei 1806–1810                                                                            | |                                        |                                       |                                       |                                       |
| | |                                        |                                       |                                       |                                       |
| Regatul Unit al Țărilor de Jos 1815–1830                                                             | |                                        |                                       |                                       |                                       |
| | |                                        |                                       |                                       |                                       |
| Regatul Belgiei din 1830                                                                             | Regatul Belgiei din 1830                                                                             | Regatul Belgiei din 1830               | Regatul Belgiei din 1830              | Marele Ducat de Luxemburg din 1839    | Regatul Țărilor de Jos din 1830       |
| Această infocasetă: v • d • m                                                                        | |                                        |                                       |                                       |                                       |

Republica celor Șapte Provincii Unite ale Țărilor de Jos (neerlandeză: Republiek der Zeven Verenigde Nederlanden) a fost numele republicii Țărilor de Jos din 1581 până în 1795. În 1581, în timpul luptelor cu Spania, în perioada Războiului de 80 de ani, republica Țărilor de Jos și-a declarat independența. Acest război s-a terminat în anul 1648. Republica a devenit o importantă putere maritimă și economică în secolul XVII. Această perioadă, în timpul căreia Țările de Jos și-a creat colonii și dependențe în lume este cunoscută ca și secolul de aur. Republica a căzut odată cu cucerirea ei de către francezi în 1795, când a fost formată o nouă republică: Republica Batavă.

## Istoria
Până în secolul al XVI-lea, Țările de Jos - cuprinzând teritoriile statelor de astăzi, Olanda, Belgia și Luxemburg - erau compuse dintr-un număr mare de ducate, comitate și episcopii, dintre care majoritatea se aflau sub supremația Sfântului Imperiu Roman. Cele mai multe dintre Țările de Jos se găseau sub conducerea Casei de Burgundia și, ulterior, a Casei de Habsburg.
În 1549 împăratul Carol al V-lea a emis Sancțiunea Pragmatică, care a unit Cele Șaptesprezece Provincii sub conducerea sa. Carol a fost succedat de fiul său, regele Filip al II-lea al Spaniei. În 1568 Țările de Jos, conduse de Wilhelm I de Orania, s-au revoltat împotriva lui Filip al II-lea, din cauza taxelor mari, persecuției protestanților și eforturile lui Filip de modernizare și centralizare a structurilor guvernamentale descentralizate medievale ale provinciilor. Acest lucru a fost începutul războiului de optzeci de ani.
În anul 1579 o parte a provinciilor din nord a Țărilor de Jos au semnat Uniunea de la Utrecht, în care au promis să se sprijine reciproc în apărarea lor împotriva armatei spaniole. Aceasta a fost urmată în 1581 de Actul de Abjurare, declarația de independență a provinciilor.
În 1582, Provinciile Unite l-au pe invitat François, duce de Anjou, să-i conducă, dar după o încercare eșuată de a captura Antwerp în 1583, ducele a părăsit Țările de Jos. După asasinarea lui Wilhelm de Orania (10 iulie 1584), Henric al III-lea al Franței și Elisabeta I a Angliei au refuzat oferta de suveranitate. Cu toate acestea, Anglia a fost de acord să transforme Provinciile Unite într-un protectorat englez (Tratatul de la Nonsuch, 1585), trimițându-l pe contele de Leicester ca guvernator general. Acest lucru a avut succes și în 1588 provinciile au devenit o republică. Uniunea de la Utrecht este considerată fondarea Republicii Celor Șapte Provincii Unite, care nu a fost recunoscute de Imperiul spaniol în Pacea Westfalică din 1648.
Republica Provinciilor Unite a durat până la invazia forțelor revoluționare franceze în 1795, înființând o nouă republică denumită Republica Batavă care va fi înlocuită de către regatul napoleonian Olanda.
Olanda și-a recâștigat independența față de Franța în 1813. În tratatul anglo-olandez din 1814 s-au folosit numele "Provinciile Unite ale Țărilor de Jos" și "Țările de Jos Unite". În 1815 a fost unită cu Țările de Jos Austriece, Luxemburg și Liège ("Provinciile din Sud"), pentru a deveni Regatului Țărilor de Jos, cunoscut și sub numele de Regatul Țărilor de Jos Unite, pentru a crea un stat tampon puternic în nordul Franței. După ce Belgia și Luxemburg au devenit independente, statul a devenit cunoscut sub numele de Regatul Țărilor de Jos.

## Politică
Republica era o confederație formată din șapte provincii, fiecare având propriul guvern și un grad sporit de independență, și un număr de teritorii, numite Teritoriile Generalității. Acestea din urmă erau administrate direct de Stările Generale, guvernul confederal. Stările Generale aveau sediul la Haga și erau formate din reprezentanții celor șapte provincii. Provinciile republicii erau (în ordine în funcție de statutul feudal):
1. Ducatul Gelre
2. Comitatul Olanda
3. Comitatul Zeelanda
4. Provincia Utrecht
5. Senioria Overijssel
6. Senioria Friziei
7. Senioria Groningen

Ultimele două erau teritorii libere ce nu fuseseră feudalizate. Acestor provincii li se adăuga și Senioria Drenthe, dar aceasta era un stat foarte sărac și ca atare era exclus de la plata taxelor confederale dar în același timp nu avea dreptul de a participa la guvernare.
Fiecare provincie era guvernată de Stările Provinciale, al cărui șef deținea puterea executivă și era numit stadhouder. În teorie aceștia erau numiți în mod liber și erau subordonați Stării provinciale. În practică însă Prinții de Orange-Nassau, începând cu Wilhelm cel Tăcut, erau aleși ca stathouder în majoritatea provinciilor, iar Zeelanda și uneori Utrecht alegeau același stathouder ca și Olanda. Astfel, de-a lungul istoriei republicii, aceasta a fost cuprinsă de conflictul permanent dintre susținătorii și opozanții casei de Orange.
În urma Păcii Westfalice, republica a câștigat o serie de noi teritorii. Acestea erau guvernate de guvernul confederal și erau numite Teritoriile Generalității (Generaliteitslanden). Acestea erau Brabantul Statelor (Staats-Brabant - actuala provincie Brabantul de Nord), Flandra Statelor (Staats-Vlaanderen - actuala regiune Flandra Zeelandică), Limburgul Statelor (Staats-Limburg - teritoriul din jurul orașului Maastricht) și Geldernul Statelor (Staats-Oppergelre - teritoriul din jurul orașului Venlo, după 1715).
Stările Generale ale Provinciilor Unite controlau Compania Olandeză a Indiilor de Est și Compania Olandeză a Indiilor de Vest ce au stat la baza Imperiului Colonial Olandez. Acestea realizau majoritatea expedițiilor de comerț internațional, dar o parte din comerț era inițiat de provinciile însele (în special Olanda și Zeelanda).